# Preiļu pagasts
Preiļu pagasts er en territorial enhed i Preiļu novads i Letland. Pagasten havde 1.188 indbyggere i 2010 og omfatter et areal på 79,26 kvadratkilometer. Hovedbyen i pagasten er Līči.
Til og med den lettiske jordreform i 1920 lå det nuværende Preiļu pagasts territorie på godserne Anspokis og Preiļis område. I 1935 var Preiļu pagasts en del af Daugavpils apriņķis og udgjorde et areal på 292,40 kvadratkilometer med 9.514 indbyggere.
I 1945 oprettedes Anspoki, Augustova, Bindari, Gailiīši, Pienēni, Preiļi og Sondori landsbyråd på pagastens område, og pagasten nedlagdes i 1949. Landsbyen Preiļi lagdes i 1954 sammen med Sondoris Stalin-kolkhozens territorie. I 1957 nedlagdes landsbyen og tilførtes byen Preiļi, hvorved Preiļu lauku teritoriju (Preiļi landterritorie) oprettedes. I 1971 genoprettedes landsbyen Preiļi, denne gang omfattende Lenin- og Cīņa-kolkhozernes territorier. I 1975 tilførtes dele af den nedlagte Sondori landsby, og den anden del tilførtes byen Preiļi. I 1990 fik landterritoriet navnet Preiļu pagasts.
I 2000 sammenlagdes Preiļu pagasts med byen Preiļi samt Aizkalnes pagasts, hvormed Preiļu novads oprettedes. I 2009 fik Preiļu pagasts status som selvstændig administrativ enhed underlagt Preiļu novads med egen selvbestemmelse.

## Kendte indbyggere
- Jānis Streičs – filminstruktør